# Ctenochira populi
Ctenochira populi là một loài tò vò trong họ Ichneumonidae.